# Голова (річка)
Голова — річка в Україні, у Мурованокуриловецькому районі Вінницької області. Права притока Немиї (басейн Дністра).

## Опис
Довжина річки 11 км, похил річки — 6,0 м/км. Площа басейну 41,0 км². На деяких ділянках пересихає.

## Розташування
Бере початок на північному сході від Малого Обухова. Тече переважно на південний схід через Лучинець і впадає у річку Немию, ліву притоку Дністра.
Річку перетинають автомобільні дороги E583, М21.